# Гангста-рэп
Гангста-рэп (англ. gangsta rap искажение от gangster rap — «гангстерский рэп») — стиль хип-хопа, характеризующийся темами и текстами, которые обычно подчёркивают стиль жизни «гангстера», «O.G» и «Thug-Life». Этот жанр превратился из хардкор-рэпа в самостоятельный жанр, впервые созданный в середине 1980-х годов такими рэперами, как Ice-T, и популяризированный в конце 1980-х годов рэп-группами, такими как N.W.A. После национального внимания, которое Ice-T и N.W.A привлекли в конце 1980-х и начале 1990-х годов, гангста-рэп, изначально являвшийся весьма андеграудной и альтернативной формой хип-хопа, вскоре стал самым коммерчески прибыльным поджанром хип-хопа. Многие гангста-рэп-артисты открыто хвастаются своими ассоциациями с различными активными уличными бандами как частью своего художественного образа, причём наиболее часто представлены банды альянсов Crips и Bloods.
Предмет, присущий гангста-рэпу, вызвал много споров. Критика исходила как от левых, так и от правых комментаторов, а также от религиозных лидеров, которые обвиняли жанр в поощрении преступности (насилие, убийство, стрельба из машины, серийные убийства, изнасилование, нарушение общественного порядка, неуважение к полицейским, вандализм, кража, вождение в состоянии алкогольного опьянения, наркоторговля), дискриминация (гомофобия, женоненавистничество, расизм), ненормативная лексика, половая связь со многими партнёрами, сексуальная зависимость, уличные банды, злоупотребление алкоголем, злоупотребление психоактивными веществами, материализм и нарциссизм. Администрации Белого дома Джорджа Буша-старшего и Билла Клинтона раскритиковали этот жанр. «Многие чернокожие рэперы, в том числе Ice-T и Sister Souljah, утверждают, что их несправедливо выделяют, потому что их музыка отражает глубокие изменения в обществе, о которых нигде не говорится в публичной сфере. Белые политики, артисты жалуются, и не понимают ни музыки, ни желания слышать, что происходит в опустошенных общинах, породивших форму искусства», — написал журналист Чак Филипс в обзоре битвы между «истеблишментом» и защитниками рэп-музыки. «Причина, по которой рэп подвергается нападкам, заключается в том, что он выставляет напоказ все противоречия американской культуры … То, что начиналось как андеграундная форма искусства, стало инструментом разоблачения многих критических вопросов, которые обычно не обсуждаются в американской политике. Проблема здесь в том, что Белый дом и его подражатели, такие как Билл Клинтон, представляют политическую систему, которая никогда не намерена иметь дело с хаосом во внутренней части города», — сказала Sister Souljah в интервью Филипсу.
С другой стороны, некоторые комментаторы (например, Спайк Ли в своём сатирическом фильме Bamboozled) раскритиковали гангста-рэп как аналог чёрных менестрель-шоу и выступлений блэкфейсов, в которых исполнителей — как чёрных, так и белых — заставляли выглядеть афроамериканцами, и вести себя в стереотипной некультурной и невежественной манере развлечения. Гангста рэперы часто защищают себя, утверждая, что они описывают реальность жизни в гетто, и что они выбирают только такого персонажа, действия которого они не одобряют. Гангста рэперы также известны (или печально известны) тем, что выглядят гораздо жёстче по сравнению с ранними идеями и темами хип-хоп исполнителей, и известны тем, что говорят вещи, которые часто считаются табу; Например, гангста-рэп-группа N.W.A выпустила знаменитую песню протеста «Fuck tha Police» о жестокости полиции и расовом профилировании.
В районах с высоким уровнем преступности притворство этих вымышленных персонажей опасно для жизни, но тот факт, что гангста рэперы рассказывают истории других людей, часто воспринимается как завоевание ими уважения за повышение осведомлённости о серьёзности преступлений в гетто. Многие гангста рэперы утверждают, что в мире их жанра существуют эмоции и перспективы людей, чьи страдания слишком часто игнорируются и принижаются обществом. Гангста-рэп, как утверждают некоторые, был следствием различных правонарушений, совершённых в отношении афроамериканцев в неблагополучных районах. Различные беспорядки, вызванные избиением Родни Кинга, и оправдание полицейских, ответственных за избиение, вызвали гнев и возмущение в той области, которая уже была в опасности. Гангста-рэп служил рэперам в качестве выхода, чтобы выразить свой гнев по поводу социальной несправедливости в обществе, при этом не опасаясь, что их заставят замолчать за то, что они сказали правду. Они часто использовали гангста-рэп, чтобы рассказать истории своей жизни, которые иногда включали излишнюю жестокость, гиперсексуальность и злоупотребление наркотиками.

## Происхождение: 1985—1990

### Начало: Ice-T и Schoolly D
Трейси «Ice-T» Морроу родился в Ньюарке, штат Нью-Джерси, в 1958 году. Подростком он переехал в Лос-Анджелес, где занял известное место на хип-хоп сцене Западного побережья. В 1986 году Ice-T выпустил песню «6 in the Mornin'», которую часто рассматривают как первую гангста рэп-песню. Ice-T занимался рэпом с начала 80-х, но впервые обратился к темам гангста-рэпа после того, как на него повлиял филадельфийский рэпер Schoolly D и его альбом Schoolly D 1985 года. В интервью журналу PROPS Ice-T сказал:
Вот точный хронологический порядок того, что на самом деле произошло: первая запись, которая вышла в этом направлении, была песня «P.S.K.» от Schoolly D. Затем синкопирование этого рэпа использовалось мной, когда я сделал «6 in the Mornin'». Вокальная подача была одинаковой: «…P.S.K. мы делаем зелёным», «… шесть утра, полиция у моей двери». Когда я услышал эту запись, я сказал: «О, чёрт!» и называйте это копированием стиля или как хотите, но я хорошенько изучил эту запись. Моя запись не звучала как «P.S.K.», но мне понравилось, как он звучит с ней. «P.S.K.» говорил о банде Park Side Killers, но это было очень расплывчато. Это было единственное отличие, когда Schoolly сделал это, это было «… один за другим я нокаутирую вас». Всё, что он делал, это представлял банду в своей записи. Я взял это и написал песню об оружии, избиении людей, и все это с «6 in the Mornin'». В то же самое время, когда вышел мой сингл, Boogie Down Productions появились с альбомом Criminal Minded, который был гангстерским альбомом. Речь шла не о сообщениях или песне «You Must Learn», а о бандитизме.
В 2011 году Ice-T повторил в своей автобиографии, что Schoolly D был его вдохновением для гангста-рэпа. Ice-T продолжал выпускать гангста альбомы до конца 1980-х годов: Rhyme Pays в 1987 году, Power в 1988 году и The Iceberg/Freedom of Speech…Just Watch What You Say в 1989 году. Лирика Ice-T также содержала сильные политические комментарии и часто играла грань между прославлением гангстерского образа жизни и его критикой как безвыходной ситуацией.
Дебютный альбом Schoolly D, Schoolly D, и особенно песня «P.S.K. What Does It Mean?», сильно повлиял не только на Ice-T, но и на Eazy-E и N.W.A (особенно в песне «Boyz-n-the-Hood»), а также на группу Beastie Boys на их основополагающем хардкор-рэп вдохновлённом альбоме Licensed to Ill (1986).

### Boogie Down Productions и N.W.A
Boogie Down Productions выпустила свой первый сингл «Say No Brother (Crack Attack Don’t Do It)» в 1986 году. За ним последовали «South-Bronx/P is Free» и «9mm Goes Bang» в том же году. Последний трек — самая гангста-тематическая песня из трёх; в ней KRS-One хвастается о расстреле торговца крэком и его смерти (в целях самообороны). Альбом Criminal Minded вышедший в 1987 году стал первым рэп-альбомом с огнестрельным оружием на обложке. Вскоре после выхода этого альбома диджея BDP, Скотта Ла Рока (англ. Scott La Rock), застрелили. После этого последующие записи BDP были более сфокусированы на устранении неадекватного обоснования.
Первым блокбастером в гангста-рэпе стал альбом N.W.A Straight Outta Compton, выпущенный в 1988 году. Straight Outta Compton заявит о хип-хопе Западного побережья как об отдельном живом стиле и сделает Лос-Анджелес конкурентом Нью-Йорка, который был столицей хип-хопа. Альбом Straight Outta Compton спровоцировал и первые серьёзные разногласия в отношении текстов в хип-хопе. Из-за песни «Fuck tha Police» участники N.W.A получили письмо от помощника директора ФБР Милта Алериха, в котором тот решительно выражал неприязнь правоохранительных органов к этой песне. Из-за большого влияния Ice-T, N.W.A и Ice Cube на гангста-рэп, его часто ошибочно считают феноменом Западного побережья, несмотря на вклад в формирование жанра группы Восточного побережья Boogie Down Productions и рэпера из Филадельфии Schoolly D, который считается первым гангста-рэпером.
В начале 1990-х годов бывший участник группы N.W.A, Ice Cube, ещё больше повлиял на гангста-рэп своими хардкорными социально-политическими сольными альбомами, в которых предполагался потенциал гангста-рэпа в качестве политического средства, позволяющего дать право голоса молодёжи из гетто. Второй альбом N.W.A Niggaz4Life (1991) (выпущенный после ухода Ice Cube из группы), стал первым гангста рэп-альбомом, который достиг 1 места в поп-чартах журнала Billboard.

### Другие
Помимо N.W.A и Ice T, Too Short (из Окленда, Калифорния), Kid Frost и латиноамериканская группа из Саут-Гейта Cypress Hill были пионерами на западном побережье с гангста рэп-песнями и темами. Группа Above the Law также сыграла важную роль в гангста-рэп-движении, как и их дебютный альбом 1990 года Livin' Like Hustlers, а также их появление в качестве гостя в альбоме N.W.A Niggaz4Life 1991 года, предвещая доминирование жанра в 1990-х годах, начиная с альбома Dr. Dre The Chronic.
Beastie Boys были одной из первых популярных групп, назвавших себя «гангстерами», и одной из первых популярных рэп-групп, которые говорили о насилии, употреблении наркотиков и алкоголя, хотя в основном в более юмористической манере. Они начинали как хардкор-панк-группа, но после знакомства с продюсером Риком Рубином и уходом из группы Кейт Шелленбах они стали рэп-группой. Согласно журналу Rolling Stone, их альбом Licensed to Ill (1986) «заполнен достаточным количеством упоминании об оружии, наркотиках и пустом сексе (в том числе порнографическое применение биты для лапты в песне «Paul Revere»), чтобы квалифицировать его как ключевой элемент гангста-рэпа.».
Альбом Beasties 1989 года Paul's Boutique включал в себя аналогичные тематические треки «Car Thief» (с англ. — «Автоугонщик»), «Looking Down the Barrel of the Gun» (с англ. — «Глядя в дуло пистолета») и «High-Plains Drifter» (с англ. — «Бродяга с высоких равнин»). В 1986 году группа из Лос-Анджелеса C.I.A. зачитали рэп поверх треков Beastie Boys для таких песен, как «My Posse» и «Ill-Legal», и влияние Beastie Boys можно заметить в ранних альбомах N.W.A.
Нью-йоркской рэп-группе Run-D.M.C. часто приписывают популяризацию хардкорных и конфронтационных взглядов и текстов в хип-хоп культуре, и они были одной из первых рэп-групп, одетых в уличную одежду, похожую на банду. Их урезанные, вдохновлённые роком биты были также важны для создания раннего стиля продакшена гангста-рэпа. Эпохальная группа Public Enemy из Лонг-Айленда показала агрессивную, политически заряженную лирику, которая особенно сильно повлияла на таких гангста рэперов, как Ice Cube. Хардкорные рэперы Восточного побережья, такие как Rakim, Kool G Rap, Big Daddy Kane, Slick Rick, LL Cool J и EPMD, также отражают тенденцию хип-хоп музыки конца 1980-х к жёстким, злым, агрессивным и политически сознательным текстам, вращающимся вокруг преступности, насилия, бедности, войны и перестрелок.
Хьюстонская группа, известная как Geto Boys, появилась примерно в конце 1980-х и создала песни, содержащие как гангстерские темы о преступности и насилии, так и социально-политические комментарии. В частности, группа выпустила прото-мафиозо-рэп музыку с песней «Scarface», которая сосредоточена на продаже кокаина и убийстве членов конкурирующей банды. Geto Boys также известна как первая рэп-группа, взявшая семпл из фильма Лицо со шрамом, который стал основой для различных мафиозо-рэп семплов в 1990-х годах. Кроме того, Geto Boys, наряду с группой Джем Мастер Джея и Эрика Сёрмона, Flatlinerz, и группой Prince Paul и RZA, Gravediggaz, часто упоминаются как пионеры «хорроркор» рэпа, трансгрессивного и абразивного поджанра хардкор-рэпа или гангста-рэпа, который фокусируется на темах ужасов, таких как сверхъестественное и оккультизм, часто с готической или жуткой лирикой, сатанинскими образами и насилием как в фильмах жанра слэшер или сплэттер.

## 1990—настоящее время

### Ice-T
Ice-T выпустил один из основополагающих альбомов жанра, OG: Original Gangster, в 1991 году. В нём также содержалась песня его новой трэш-метал группы Body Count, которая выпустила одноимённый альбом в 1992 году. Особая полемика окружила одну из его песен «Cop Killer» (с англ. — «Убийца полицейских»). Рок-песня предназначалась для того, чтобы говорить с точки зрения полицейской цели, жаждущей мести расистским, жестоким полицейским. Рок-песня Ice-T разозлила государственных должностных лиц, Национальную Стрелковую Ассоциацию и различные полицейские адвокатские группы. Следовательно, компания Time Warner Music отказалась выпустить новый альбом Ice-T Home Invasion и расторгла контракт с Ice-T. Ice-T предположил, что фурор из-за этой песни был чрезмерной реакцией, говоря журналисту Чаку Филипсу: «… они снимали фильмы об убийцах медсестёр, убийцах учителей и убийцах студентов. Арнольд Шварценеггер уничтожил десятки полицейских как Терминатор. Но я не слышу, чтобы кто-нибудь жаловался на это». В том же интервью Ice-T предложил Филипсу, что недопонимание «Cop Killer», неправильная классификация её как рэп-песни (не рок-песни) и попытки подвергнуть её цензуре имели расовый подтекст: «Верховный суд говорит, что это нормально для белого человека, чтобы сжечь крест на публике. Но никто не хочет, чтобы чёрный человек написал песню об убийце полицейских.»
Следующий альбом Ice-T, Home Invasion, был отложен в результате спора и был наконец выпущен в 1993 году. Хотя он содержал элементы гангста, это был его самый политический альбом на сегодняшний день. После предложенной цензуры обложки альбома Home Invasion он покинул лейбл Warner Bros. Records. Последующие релизы Ice-T вернулись к прямому гангста-изму, но никогда не были так популярны, как его более ранние релизы. Он отдалился от своей основной аудитории своим участием в металле, его акцентом на политику и своими битами в быстром темпе в стиле Bomb-Squad во время популярности джи-фанка. Он опубликовал книгу «The Ice Opinion: Who Gives a @#!*% ?» в 1994 году.

### G-funk и Death Row Records
В 1992 году бывший участник группы N.W.A, Dr. Dre, выпустил The Chronic, обширно скупаемый продукт (ставший трижды платиновым), который показал, что нецензурный гангста-рэп может удерживать массовую коммерческую привлекательность, как и более поп-ориентированные рэперы, такие как MC Hammer, The Fresh Prince и Tone Lōc. Альбом установил доминирование гангста-рэпа на Западном побережье и нового лейбла Dre, Death Row Records (принадлежащего Dr. Dre вместе с Мэрионом «Шуг» Найтом), поскольку альбом Dre демонстрировал команду многообещающих новых рэперов Death Row. Альбом также ввёл поджанр джи-фанк, медленную, растянутую форму хип-хопа, которая доминировала в рэп-чартах в течение некоторого времени.
Активно семплируя группы в жанре P-Funk, особенно Parliament и Funkadelic, джи-фанк был многоуровневым, но простым и лёгким для танцев. Простое сообщение его лирики о том, что жизненные проблемы можно преодолеть с помощью оружия, алкоголя и марихуаны, привлекло внимание подростковой аудитории. Сингл «Nuthin’ But a “G” Thang» стал кроссовер-хитом, с его юмористическим видео под влиянием фильма Домашняя вечеринка, ставшим основным продуктом MTV, несмотря на историческую ориентацию этой сети на рок-музыку.
Другим успехом стал альбом Ice Cube Predator, выпущенный примерно в то же время, что и The Chronic в 1992 году. Он был продан тиражом более 5 миллионов копий и занял первое место в чартах, продвигаясь с хитом «It Was a Good Day», несмотря на то, что этот Ice Cube не был артистом Death Row. Одной из крупнейших кроссовер звёзд жанра был протеже Dre, Snoop Doggy Dogg (Doggystyle), чьи обильные, ориентированные на вечеринку темы сделали такие песни, как «Gin and Juice» клубными гимнами и лучшими хитами по всей стране. В 1996 году 2Pac подписал контракт с Death Row и выпустил мультиплатиновый двойной альбом All Eyez on Me. Вскоре после этого его шокирующее убийство привело гангста-рэп в заголовки национальных газет и продвинуло к вершине чартов его посмертный альбом The Don Killuminati: The 7 Day Theory (выпущенный под псевдонимом «Makaveli») (в котором Тупак изображён распятым на передней обложке). Warren G был ещё одним музыкантом джи-фанка вместе с ныне покойным Nate Dogg'ом. Среди других успешных артистов, которых вдохновил джи-фанк, были Spice 1, MC Eiht и MC Ren, все они достигли достойных позиций в чарте Billboard 100, несмотря на то, что не были связаны с Death Row.
Наряду с рэперами, которые связаны с джи-фанком, Винс Стейплс является частью нового поколения рэперов, на которых влияет джи-фанк. Будучи из того же района, что и Snoop Dogg, у Стейплса есть лирический звук по сравнению с гангста рэпом. Его альбом Summertime '06 отражает «проблемы расизма, несправедливости и насильственных последствий в окрестностях его детства».

### Мафиозо-рэп
Мафиозо-рэп — это поджанр хардкор-рэпа, основанный Kool G Rap в конце 1980-х годов. Это псевдо-мафиозное продолжение хардкор-рэпа Восточного побережья и считается аналогом джи-фанка на Западном побережье. Мафиозо-рэп характеризуется ссылками на известных гангстеров и мафиози, рэкет и организованную преступность в целом (но особенно сицилийскую мафию, итало-американскую мафию, афроамериканскую организованную преступность и латиноамериканскую организованную преступность или наркокартели). Хотя значительная часть мафиозо-рэпа была более жёсткой и ориентированной на улицу, фокусируясь на организованную преступность на уровне улиц, другие мафиозо-рэп-исполнители часто фокусировались на щедрой, снисходительной, материалистической и роскошной тематике, связанной с криминальными авторитетами и высокопоставленными гангстерами, такой как дорогие наркотики, машины и дорогое шампанское. Несмотря на то, что жанр утих в течение нескольких лет, он вновь появился в 1995 году, когда участник Wu-Tang Clan Raekwon выпустил свой признанный критиками сольный альбом Only Built 4 Cuban Linx.... В 1995 году также вышел релиз Doe or Die от протеже Nas’а, AZ, и альбом 4,5,6 от создателя жанра Kool G Rap. В этом альбоме участвовали другие мафиозо-рэп-исполнители MF Grimm, Nas и B-1. Эти три альбома принесли жанр к общему признанию и вдохновили других артистов Восточного побережья, таких как Jay-Z, Notorious B.I.G. и Nas, чтобы принять те же темы с их альбомами Reasonable Doubt, Life After Death и It Was Written (соответственно). Хотя к концу 1990-х мафиозо-рэп уменьшился в мейнстриме, в середине 2000-х он пережил некоторое оживление с альбомами Ghostface Killah Fishscale, Jay-Z American Gangster и Raekwon Only Built 4 Cuban Linx… Pt. II. Точно так же в последние годы многие рэперы, такие как Conejo, Mr Criminal, T.I., Rick Ross, Fabolous, Jadakiss, Jim Jones и Cassidy, поддерживали популярность благодаря текстам о эгоцентричном городском криминальном образе жизни или «хастлинге». Мафиозный альбом Lil' Kim La Bella Mafia, выпущенный в 2003 году, имел коммерческий успех и получил платиновую сертификацию.

### Хардкор-рэп Восточного побережья и соперничество между Восточным и Западным побережьями
Тем временем рэперы из Нью-Йорка, такие как Wu-Tang Clan, Onyx, Big L, Mobb Deep, Nas, The Notorious B.I.G., Foxy Brown, Lil' Kim и The L.O.X, среди прочих, создали более грубое звучание, известное как хардкор-рэп Восточного побережья. В 1994 году Nas и The Notorious B.I.G. выпустили свои дебютные альбомы Illmatic и Ready to Die соответственно, которые проложили путь для Нью-Йорка, чтобы вернуть ему господство с Западного побережья. В интервью для британской газеты The Independent в 1994 году GZA из Wu-Tang Clan прокомментировал термин «гангста-рэп» и его связь с музыкой его группы и хип-хопом в то время:
Наша музыка не «гангста-рэп». Нет такого понятия. Этот ярлык был создан СМИ, чтобы ограничить то, что мы можем сказать. Мы просто говорим правду в жестокой форме. Молодой чернокожий мужчина является мишенью. Snoop (Doggy Dogg) стал четырежды платиновым и зарабатывает больше денег, чем президент. Им это не нравится, поэтому вы слышите «запрети то, запрети это». Мы бьём по эмоциям людей. Это реальная картина жизни, которая показывает изнанку человека. Как я уже сказал, интенсивно.
GZA
Широко распространено мнение о том, что последовавшая битва между «Восточным побережьем / Западным побережьем» между Death Row Records и Bad Boy Records привела к гибели 2Pac и The Notorious B.I.G. Ещё до убийств Death Row начал распадаться, поскольку сооснователь лейбла Dr. Dre покинул его ранее в 1996 году; После смерти Тупака владелец лейбла Шуг Найт был приговорён к тюремному заключению за нарушение условно-досрочного освобождения, и Death Row быстро утонул, поскольку большинство его оставшихся артистов, включая Snoop Dogg'а, ушли. Dr. Dre на церемонии MTV Video Music Awards заявил, что «гангста-рэп был мёртв». Хотя лейбл Паффа Дэдди, Bad Boy Entertainment, показал себя лучше, чем его соперник на Западном побережье, в конце десятилетия он начал терять популярность и поддержку из-за стремления к более мейнстримовому звучанию, а также из-за проблем со стороны лейблов Атланты и Нового Орлеана, особенно, лейбла Master P, No Limit Records, состоящего из популярных рэперов.

### Южный и Среднезападный гангста-рэп
После смерти Тупака Шакура и Бигги Смоллза и внимания средств массовой информации, вызванного убийствами, гангста-рэп стал ещё большей коммерческой силой. Тем не менее, большинство крупных лейблов индустрии были в смятении, обанкротились или творчески застоялись, и возникли новые лейблы, представляющие рэп-сцены в новых местах.
Лейбл Мастера Пи, No Limit Records, базирующийся в Новом Орлеане, стал довольно популярным в конце 1990-х годов, хотя успеха у критиков было очень мало, за исключением некоторых более поздних дополнений, таких как Mystikal (Ghetto Fabulous, 1998). No Limit начал свою популярность на национальном уровне с альбомом Мастера Пи The Ghetto Is Trying to Kill Me! (1994), и имел главные хиты с альбомами рэперов Silkk the Shocker (Charge It 2 Da Game, 1998) и C-Murder (Life or Death, 1998). Лейбл Cash Money Records, также базирующийся в Новом Орлеане, имел огромный коммерческий успех, начиная с конца 1990-х годов, с похожим музыкальным стилем, но в отличие от No Limit, использовал подход, основанный на соотношении количества и качества.
Томми Райт III заложил основу Мемфис-рэпа, и, в дальнейшем, фонка, выпустив пять пластинок с 1992 по 2001 год. Семплы его треков до сих пор используются многими фонк исполнителями.
Мемфисский коллектив Hypnotize Minds, возглавляемый Three 6 Mafia и Project Pat, перенёс гангста-рэп в некоторые из своих более тёмных крайностей. Во главе с собственными продюсерами DJ Paul и Juicy J, лейбл стал известен своими пульсирующими, грозными битами и бескомпромиссно бандитской лирикой. Тем не менее, в середине 2000-х годов группа начала приобретать всё большую популярность, в конечном итоге кульминацией которой стала победа Three 6 Mafia на кинопремии Оскар за песню «It’s Hard Out Here for a Pimp» из альбома Hustle and Flow.
Гангста-рэп Среднего Запада возник в середине 1990-х годов и приобрёл широкую известность в 2000-х годах. Тем не менее, в 2010-х годах на Среднем Западе появилась новая форма гангста-рэпа, известная как Drill. Дрил завоевал популярность у рэперов, таких как Lil Durk, Chief Keef, Lil Reese и Lil Herb. Средне-западный хип-хоп изначально отличался своим быстрым флоу. Это очевидно в стилях первых рэперов Среднего Запада, которые выпустили альбомы, Twista из Чикаго и Bone Thugs-n-Harmony из Кливленда. Bone Thugs, известные своим быстрым, гармоничным вокалом в сочетании со сверхбыстрым рэп-исполнением, добьются больших успехов с их признанным критиками альбомом E 1999 Eternal 1995 года, который содержал главный хит «Tha Crossroads», завоевавший Грэмми.
Хьюстон впервые вышел на национальную сцену в конце 1980-х с жестокими и тревожными историями, рассказанными группой Geto Boys, с участником Scarface, достигшим большого успеха в сольной карьере в середине 90-х.
Жанр Chopped and Screwed развивался в Хьюстоне, штат Техас, который остаётся местом, наиболее связанным со стилем. Покойному DJ Screw, диджею из Южного Хьюстона, приписывают создание и ранние эксперименты с жанром. DJ Screw начал делать микстейпы из замедленной музыки в начале 1990-х и создал коллектив Screwed Up Click. Это дало значительный выход для МС в районе Южного Хьюстона и помогло местным рэперам, таким как Big Moe, Lil' Flip, E.S.G., UGK, Lil' Keke, South Park Mexican, Spice 1 и Z-Ro, приобрести региональную, а иногда и национальную известность.

### Нарко-рэп
Нарко-рэп — это музыкальная сцена, похожая на раннюю андеграундную гангста-рэп сцену, которая возникла в северо-восточной Мексике и на юге Техаса. Его лирическое содержание, популярное среди латиноамериканской молодежи, носит насильственный характер и сосредоточено на силе наркокартелей и ужасной войне с наркотиками в пограничном регионе. Нарко-рэп возник в городском районе Тамаулипас, который в настоящее время находится в состоянии вооружённого спора между Лос-Сетас и Картелем Гольфо. Нарко-рэперы поют о жизни бандитов и реальности городов, находящихся под властью картеля. Некоторые из ключевых игроков жанра — Cano y Blunt, DemenT и Big Los.

### Мейнстрим рэп
До конца 1990-х годов гангста-рэп, будучи жанром огромных продаж, считался также популярным за пределами поп-мейнстрима, стремясь представлять опыт гетто и не «продаваться» поп-чартам. Тем не менее, рост Bad Boy Records, вызванный огромным успехом альбома No Way Out (1997) главы лейбла Bad Boy, Шона «Паффи» Комбса, стал объектом внимания прессы, вызванного убийствами 2Pac'а и The Notorious B.I.G., сигнализировал о значительном стилистическом изменении в гангста-рэпе (или, как его называют на Восточном побережье, хардкор-рэпе), когда он превратился в новый поджанр хип-хопа, который станет ещё более коммерчески успешным и популярным.
Ранее, несколько спорный проходящий успех, которым пользовались популярные гангста-рэп песни, такие как «Gin and Juice», уступил место гангста-рэпу, ставшему широко распространённым продуктом в поп-чартах в конце 1990-х. Например, между выпуском дебютного альбома The Notorious B.I.G. Ready to Die в 1994 году и его последующим, посмертным Life After Death в 1997 году, его звучание изменилось с более тёмного, напряжённого продакшена, с лирикой, отражающей отчаяние и паранойю, на более чистый, более непринуждённый звук, созданный для массового потребления (хотя упоминании об оружии, наркоторговле и жизни бандита на улице остались).
Припевы в стиле R&B и мгновенно узнаваемые семплы известных соул и поп песен 1970-х и 1980-х годов стали основой этого звука, который демонстрировался главным образом в недавней продакшн-работе Шона «Паффи» Комбса для The Notorious B.I.G. («Mo Money Mo Problems»), Mase («Feels So Good»), а также артисты, не относящиеся к Bad Boy, такие как Jay-Z («Can I Get A…») и Nas («Street Dreams»). Также достиг уровня успеха с подобным звуком в то же время, что и Bad Boy, Master P и его лейбл No Limit в Новом Орлеане, а также новый лейбл Cash Money из Нового Орлеана.
Многие из артистов, которые достигли такого мейнстрим успеха в 2000-х годах, такие как Jay-Z, DMX, затем 50 Cent и G-Unit, родом из суровой рэп-сцены Восточного побережья 1990-х годов и находились под влиянием таких хардкор артистов, как The Notorious B.I.G., Wu-Tang Clan и Nas. Mase и Cam'ron были типичны для более расслабленного, легкомысленного флоу, который стал нормой поп-гангста. Напротив, другие рэперы, такие как Eminem и DMX, пользовались коммерческим успехом в конце 1990-х годов, читая рэп о всё более мрачных рассказах о смерти и насилии, поддерживая коммерческую актуальность, стараясь быть спорными и подрывными, опираясь на рэп-стиль хорроркор, рождённый в конце 1980-х годов.
Пионеры гангста-рэпа добились успеха и в других формах поп-культуры. В 2016 году группа N.W.A. была введена в Зал славы рок-н-ролла. За ними последовал покойный Тупак Шакур в 2017 году, который был включён как первый сольный хип-хоп-исполнитель во время его первого года участия в качестве номинанта. Среди других хип-хоп-групп в Зале славы рок-н-ролла введённая в 2007 году Grandmaster Flash and the Furious Five, которая считается пионером распространения звучания хип-хопа от вечеринок в стиле диско к уличной реальности, которая вдохновила социальные перемены. Введение в 2009 году Run-D.M.C в Зал славы рок-н-ролла открыло двери для новых хип-хоп введений, так как за ними последовало введение The Beastie Boys в 2012 году и введение Public Enemy в 2013 году.

## Критика и дебаты
Нецензурная природа лирики гангста-рэпа сделала его крайне противоречивым. Существует также дискуссия о причинно-следственной связи между гангста-рэпом и агрессивным поведением. Исследование, проведённое Исследовательским центром по профилактике Тихоокеанского института исследований и оценки в Беркли, штат Калифорния, приходит к заключению о том, что молодые люди, которые слушают рэп и хип-хоп, более склонны злоупотреблять алкоголем и совершать насильственные действия.
Критики гангста-рэпа считают, что он прославляет и поощряет преступное поведение и, по крайней мере, частично может быть виновен в проблеме уличных банд. Хотя эта точка зрения часто расценивается как точка зрения белых консерваторов, её разделяют члены чёрного сообщества, в особенности Билл Косби.
Те, кто поддерживает или, по крайней мере, менее критично относится к гангста-рэпу, считает, что преступность на улице является большей частью реакцией на бедность, и этот гангста-рэп отражает реальность жизни низшего класса. Многие считают, что обвинение преступника в гангста-рэпе является формой необоснованной моральной паники; Например, в Докладе о мировом развитии за 2011 год было подтверждено, что большинство членов уличных банд утверждают, что бедность и безработица привели их к преступности; никто не ссылался на музыку. Ice Cube, как известно, высмеял вину, возложенную на гангста-рэп за социальные проблемы, в своей песне «Gangsta Rap Made Me Do It».
Более того, английский ученый Рональд А. Т. Джуди утверждал, что гангста-рэп отражает опыт черноты в конце политической экономии, когда капитал больше не полностью производится человеческим трудом, но в глобализированной системе товаров. В этой экономике гангста рэп использует черноту как полезный эффект «быть ниггером». Другими словами, гангста-рэп определяет опыт черноты, в котором он находит в гангста-рэпе использование слова «ниггер» в этой новой глобальной экономической системе как «адаптацию к силе коммодификации». Для Джуди «ниггер» (и гангста-рэп) становится эпистемологически достоверной категорией для описания состояния черноты в современном «царстве вещей».
Несмотря на это, многие из тех, кто считает, что гангста-рэп не несёт ответственности за социальные проблемы, критически относятся к тому, как многие гангста рэперы намеренно преувеличивают своё преступное прошлое ради авторитета улицы. Rick Ross и Slim Jesus, среди прочих, подверглись жесткой критике за это.

### Спор вокруг2Pacalypse Now
В 1992 году тогдашний вице-президент США Дэн Куэйл взорвал индустрию звукозаписи за производство рэп-музыки, которая, по его мнению, привела к насилию. Куэйл призвал дочернюю компанию Time Warner Inc., Interscope Records, изъять из магазинов дебютный альбом Тупака Шакура 1991 года 2Pacalypse Now. Куэйл заявил: «Нет абсолютно никаких причин для публикации подобной записи — ей нет места в нашем обществе». Мотивация Куэйла появилась в свете убийства патрульного штата Техас Билла Дэвидсона, который был застрелен Рональдом Рэем Говардом после того, как его остановили. Говард управлял украденным автомобилем, в то время как песни из 2Pacalypse Now звучали из кассетной деки, когда его остановил офицер. Семья Дэвидсона подала гражданский иск против Шакура и Interscope Records, утверждая, что жестокие тексты альбома подстрекают к «неизбежному беззаконию». Окружной судья Джон Д. Рейни постановил, что Шакур и звукозаписывающие компании не обязаны препятствовать распространению его музыки, когда они не могут разумно предвидеть насилие, связанное с распространением, и не было никакого намерения использовать музыку как «продукт для целей восстановления в соответствии с теорией ответственности за продукцию». Судья Рейни завершил иск, руководствуясь доводом Дэвидсона о том, что музыка была незащищённой, речь в Первой поправке была неактуальной.

### C. Delores Tucker
Политики, такие как C. Делорес Такер англ. C. Delores Tucker, ссылаются на вопросы, связанные с откровенно сексуальной и женоненавистнической лирикой в хип-хоп треках. Такер утверждала, что нецензурные тексты, используемые в хип-хоп песнях, угрожают афроамериканскому сообществу. Такер, которая когда-то была самой высокопоставленной афроамериканской женщиной в правительстве штата Пенсильвания, сосредоточилась на рэп-музыке в 1993 году, назвав её «порнографической грязью» и утверждая, что это оскорбительно и унизительно для чёрных женщин. Такер заявила: «Вы не можете слушать весь этот язык и грязь без ущерба для себя». Такер также раздавала листовки с текстами из рэпа и призывала людей читать их вслух. Она пикетировала магазины, которые продавали музыку и раздавала петиции. Затем она стала покупать акции Time Warner, Sony и других компаний с единственной целью протестовать против рэп-музыки на собраниях акционеров. В 1994 году Такер выступила с протестом, когда организация NAACP номинировала рэпера Тупака Шакура на одну из его наград как «Выдающегося актёра в кино» за роль в фильме Poetic Justice. Некоторые рэперы назвали её «женщиной с предрассудками», а некоторые высмеяли её в своих текстах, особенно Шакур, который упоминает её несколько раз в своём сертифицированном как бриллиантовый альбоме 1996 года All Eyez On Me. Шакур упоминает Такер в треках «Wonda Why They Call U Bitch» (с англ. — «Интересно, почему они называют тебя сукой»), и «How Do U Want It» (с англ. — «Как ты этого хочешь»), где Шакур поёт: «Долорес Такер, твою мать / Вместо того, чтобы помогать ниггерам, ты уничтожаешь брата». Такер подала иск на 10 миллионов долларов против наследников Шакура за комментарии, сделанные в обеих песнях. В своём иске она утверждала, что комментарии были клеветническими, вызвали её эмоциональное расстройство и вторглись в её личную жизнь. Дело в итоге было прекращено. Шакур был не единственным рэп-исполнителем, который упоминал её в своих песнях, поскольку Jay-Z, Eminem, Lil' Kim, The Game и Lil Wayne ранее критиковали Такер за её несогласие с жанром.

### Первая поправка
Гангста-рэп также поднял вопрос о том, является ли это защищённой свободой слова в соответствии с Первой поправкой к Конституции США, поскольку тексты песен могут выражать насилие и могут рассматриваться как настоящие угрозы. Верховный суд постановил в деле Elonis v. United States (2015), что субъективная сторона преступления, намерение совершить преступление, необходимо для осуждения кого-либо за преступление за использование угрожающих слов в рэп-песне. В известном случае рэпер Джамал Нокс, выступающий под псевдонимом «Mayhem Mal», написал ганста-рэп-песню под названием «F*** the Police» вскоре после того, как его арестовали за обвинения в использовании оружия и наркотиков в Питтсбурге. В тексте песни специально названы два арестовывающих офицера, и в них содержались нецензурные насильственные угрозы, в том числе «Давайте убьем этих полицейских, потому что они не приносят нам никакой пользы». Один из офицеров, считая, что ему угрожают, впоследствии ушёл из полиции. Впоследствии Нокс был признан виновным, постановив, что текст песни представлял собой реальную угрозу и был поддержан Верховным судом Пенсильвании. Нокс обратился в Верховный суд с просьбой рассмотреть дело, и учёные присоединились к рэперам Killer Mike, Chance the Rapper, Meek Mill, Yo Gotti, Fat Joe и 21 Savage — все присоединились к экспертному заключению, чтобы поддержать идею о том, что песню Нокса следует рассматривать как политическое заявление и, следовательно, это защищённая свобода слова. Верховный суд отказался рассматривать дело в апреле 2019 года.